# Crouy-Saint-Pierre
Crouy-Saint-Pierre é uma comuna francesa na região administrativa de Altos da França, no departamento de Somme. Estende-se por uma área de 10,51 km². Em 2010 a comuna tinha 345 habitantes (densidade: 32,8 hab./km²).